# Djerma
I Djerma, chiamati anche Zerma, Zarma, Dyerma o Zaberma, sono i popoli della parte più occidentale del Niger e delle aree adiacenti del Burkina Faso e della Nigeria, con piccole realtà che vivono anche nelle zone urbane del Ghana settentrionale.
Il linguaggio dei Djerma è uno dei linguaggi Songhai, una branca della famiglia delle lingue Nilo-Sahariane.
I Djerma sono considerati un ramo del popolo Songhai e spesso sono conosciuti come "Zarma Songhai" (o "Djerma-Songhai").
I Djerma sono costituiti in realtà da parecchie dozzine di gruppi etnici più piccoli, alcuni dei quali erano indigeni durante l'epoca precedente all'impero Songhai e che poi vennero inglobati nei Djerma-Songhai, oppure altri popoli di origini Djerma-Songhai che si erano differenziati nel periodo precoloniale (per dialetto, struttura politica, religione).
I gruppi che di solito sono considerati parte dei Djerma, ma che hanno seguito una distinzione nel corso della storia includono i popoli Gabda, Kado, Tinga e Sorko.
I Djerma vivono nelle terre aride del Sahel. Molti vivono nella valle del fiume Niger e lo sfruttano per l'irrigazione. Coltivano cereali, erbe e riso.

## Storia
Si pensa che i popoli Djerma siano migrati da quella che oggi è la regione di Fula, intorno a Lac Debo, in Mali, durante l'impero Songhai e che si siano stabiliti inizialmente in Anzourou e Zarmaganda nel XVI secolo.
Nel XVIII secolo, molti Djerma si ristabilirono a sud della valle del fiume Niger, sull'altopiano Fakara e a Zigui, dove ora c'è il Niger sud-occidentale vicino a Niamey.
Formati da piccole comunità, ognuna capeggiata da un Djermakoy, queste si compattarono presto sotto la pressione dei Tuareg da nord e dei Fula da sud-est, così come altri gruppi etnici nell'area.
Mentre il Djermakoy Aboubacar fondava lo stato di Dosso dal suo clan Taguru intorno al 1750, rimaneva una piccola serie di villaggi nella valle del Dallol Bosso fino agli anni 1820, quando questi guidarono la resistenza al Califfato di Sokoto.
Benché Dosso cadde sotto il controllo dell'Emiro di Gando (una suddivisione di Sokoto) fra il 1849 e il 1856, essi mantennero il loro Djermakoy e il comando simbolico della maggior parte dei territori Djerma, e si convertirono all'Islam.
Sotto la guida del Djermakoy Kossom (1856-1865), Dosso riunì tutti i Djerma orientali e divenne un piccolo stato che si estendeva da Tibbo a Beri a nord, a Gafiadey a sud e a Bankadey e Tombokware a est.